# David H. Johnson
David Horn Johnson (* 9. September 1912 in Oregon; † 12. August 1996 in Hornbrook, Siskiyou County, Kalifornien) war ein US-amerikanischer Mammaloge. Sein Forschungsschwerpunkt waren die asiatischen Säugetiere.

## Leben
Johnson war der Sohn von Albert O. Johnson und Gertrude Horn Condrey. Er studierte Zoologie unter Joseph Grinnell und Eugene Raymond Hall. 1940 wurde er mit der Dissertation Systematic review of the chipmunks (genus Eutamias) of California an der University of California, Berkeley zum Ph.D. promoviert. 1941 wurde er stellvertretender Kurator der Säugetierabteilung am National Museum of Natural History. Während des Zweiten Weltkriegs war er im Dienstgrad eines Lieutenant Commander in der Naval Medical Research Unit Two auf Guam stationiert, wo sich sein Interesse für die asiatische Säugetierfauna entwickelte. Von 1948 bis 1965 war er Leiter der Säugetierabteilung des National Museum of Natural History.
1948 war Johnson eine Schlüsselfigur der American-Australian Scientific Expedition to Arnhem Land im nördlichen Australien. Vor allem seine Schießkunst, seine taxidermischen Fähigkeiten und seine Talente als Buschmann waren beeindruckend, was auch die Aborigines anerkannten, mit denen er zusammenarbeitete.
Mitte der 1950er Jahre war Johnson Mitarbeiter am Pacific Island Rat Ecology Project des Pacific Science Board, bei dem er 1956 auf der philippinischen Insel Luzon die Langnasen-Luzon-Waldmaus  (Apomys sacobianus) entdeckte, ein Nagetier, das anschließend 35 Jahre verschollen blieb, bevor es 1991 wiederentdeckt wurde.

## Dedikationsnamen
1948 beschrieb Johnson das ausgestorbene Veloz-Zaguti (Plagiodontia ipnaeum) von Haiti und der Dominikanischen Republik, das auch als Johnson-Ferkelratte bezeichnet wird. 1955 widmete ihm Herbert Deignan die Unterart Caprimulgus macrurus johnsoni der Langschwanz-Nachtschwalbe von den Philippinen.

## Publikationen (Auswahl)
- The mammals of Siskiyou County, California, 1934
- The spiny-rats of the Riu Kiu Islands, 1946
- Vertebrate animals of the Providence Mountains Area of California, 1948
- The incredible kangaroo : Australia’s famous marsupial sits on its tail, fights like a man, bounces like a steel spring and graces a coat of arms, 1955
- Review of the Insectivores of Korea, 1960 (mit J. Knox-Jones)
- Synopsis of the lagomorphs and rodents of Korea, 1965 (mit J. Knox-Jones)
- Mammals from Nepal, 1979 (mit S. Dillon Ripley und Kitti Thonglongya)